# Valdemar Rautio
Karl Johan Valdemar Rautio (Vaasa, 4 novembre 1921 – Nurmijärvi, 5 settembre 1973) è stato un triplista finlandese.

## Biografia
Nel 1946 fu medaglia d'oro nel salto triplo ai campionati europei di atletica leggera di Oslo. Nel 1948 prese parte ai Giochi olimpici di Londra, classificandosi sesto. Due anni più tardi, ai campionati europei di Bruxelles conquistò la medaglia d'argento, mentre ai Giochi olimpici di Helsinki 1952 si fermò alle qualificazioni del salto triplo, senza riuscire ad approdare in finale.

## Palmarès
| Anno | Manifestazione  | Sede      | Evento       | Risultato      | Prestazione | Note |
| ---- | --------------- | --------- | ------------ | -------------- | ----------- | ---- |
| 1946 | Europei         | Oslo      | Salto triplo | Oro            | 15,17 m     |      |
| 1948 | Giochi olimpici | Londra    | Salto triplo | 6º             | 14,700 m    |      |
| 1950 | Europei         | Bruxelles | Salto triplo | Argento        | 14,96 m     |      |
| 1952 | Giochi olimpici | Helsinki  | Salto triplo | Qualificazione | 14,14 m     |      |